# O Barco de Valdeorras
El Barco de Valdeorras là một đô thị trong tỉnh Ourense, thuộc vùng Galicia ở tây bắc Tây Ban Nha. Đô thị này nằm ở độ cao 372 m trên mực nước biển. Cách tỉnh lỵ 112 km.
O Barco de Valdeorras có diện tích 86,1 km².